# Marco Felder
Marco Felder (* 3. Dezember 1974 in Vaduz) ist ein ehemaliger liechtensteinischer Rennrodler.

## Karriere
Felder trat bei den Olympischen Winterspielen 1994 im Einsitzer an und belegte den 27. Rang. Von 1990 bis 1994 nahm er an allen Junioren-Weltmeisterschaften teil. Seine beste Platzierung resultiert mit Platz zwölf aus dem Jahr 1994. Des Weiteren war er Teilnehmer an den Europameisterschaften 1992 sowie 1994. 1992 belegte er den 29. und 1994 den 24. Platz.